# Alfredo Agosta
Alfredo Agosta (Pozzallo, 23 aprile 1933 – Catania, 18 marzo 1982) è stato un militare italiano, assassinato dalla mafia.

## Biografia

Famiglia Agosta al Completo con il Maresciallo Alfredo Agosta da giovane sulla destra

Il Maresciallo Alfredo Agosta da Giovane, poco dopo essersi arruolato

Alfredo Agosta nacque a Pozzallo, figlio di Giovanni (1896 - 1975), ex Comandante Navale del Bastimento chiamato "Iniziativa" e Console del Porto di Pozzallo, e di Maria Sigona (1901 - 1996), appartenente alla dinastia dei Marchesi di Pozzallo.
Dopo aver frequentato le scuole elementari di Pozzallo e le scuole medie presso il Collegio dei Frati Cappuccini di Ispica, il 25 settembre 1951, a soli 17 anni, si arruolò nell'Arma dei Carabinieri e frequentò la Scuola allievi carabinieri di Torino fino al 31 maggio 1952. Finito il corso, in data 1º giugno 1952 fu trasferito presso la Legione di Catanzaro, e successivamente destinato presso la Stazione carabinieri di Melito Porto Salvo, dove rimase in servizio fino al 13 ottobre 1956. Qui incontrò la sua futura moglie Galerana Catona.
Risultato vincitore del concorso per Sottufficiali dell'Arma dei Carabinieri, in data 14 ottobre 1956, venne destinato presso la Scuola sottufficiali di Firenze. In data 7 settembre 1957 prestò giuramento di fedeltà alla Repubblica Italiana, e contemporaneamente indossò il grado di vicebrigadiere.
Finito il corso Sottufficiali in data 25 settembre 1957, l'indomani venne assegnato alla Legione Carabinieri di Padova, e successivamente destinato in qualità di Comandante presso la Stazione carabinieri Sant'Elena in Venezia, ove rimase in carica fino all'8 dicembre 1968.
Durante la permanenza a Venezia, il militare indossò in data 22 gennaio 1962 il grado di Brigadiere. Si sposò con Galerana Catona in data 26 ottobre 1963 a Ivrea. In data 6 febbraio 1967 fu decorato con una medaglia per aver partecipato alle operazioni di soccorso alla popolazione gravemente danneggiata dalla mareggiata del novembre 1966 nel comune di Venezia, e in data 30 marzo 1968 fu insignito della Croce d'argento per anzianità di servizio militare..
In data 9 dicembre 1968 fu trasferito, a domanda dell'interessato, per avvicinarsi alla madre, presso il Comando Carabinieri per l'Aeronautica in qualità di Comandante della Stazione carabinieri della Base USA di Sigonella. Durante la permanenza a Sigonella, in data 27 marzo 1969 venne promosso Maresciallo d'Alloggio Ordinario e successivamente in data 1º gennaio 1972 venne promosso Maresciallo d'Alloggio Capo. Comandò la Stazione carabinieri di Sigonella fino al 29 aprile 1975.
In data 30 aprile 1975 fu trasferito, a domanda dell'interessato, presso la Legione Carabinieri Messina e destinato presso il Comando Gruppo Carabinieri di Catania, in qualità di vicecomandante del Nucleo operativo/informativo, incarico ricoperto il 30 giugno 1978. Durante questa breve permanenza, il Maresciallo Agosta mostrò alte doti investigative, ricevendo un elogio dal Pretore di Catania Michele Papa per indagini effettuate su edificazioni abusive. In data 1º luglio 1978, risultò vincitore dell'interpellanza del Ministero di Giustizia - Tribunale di Catania, per la copertura di un posto da Maresciallo, venne assegnato all'allora Sezione di Polizia Giudiziaria - Nucleo Carabinieri, ricoprendo anche l'incarico di viceresponsabile.
Durante questo ultimo periodo di servizio in data 1º luglio 1978 fu promosso Maresciallo d'Alloggio Maggiore. In data 15 febbraio 1979 fu decorato della Croce d'oro per anzianità di servizio militare. La brillante carriera militare lo portò ad indossare in data 8 maggio 1981, a soli 47 anni, il più alto grado dei Sottufficiali: quello di Maresciallo maggiore aiutante.
Il militare, noto a Catania per essere un investigatore preparato e scrupoloso, impegnato in indagini sulla mafia, la sera del 18 marzo 1982 venne ucciso con colpi d'arma da fuoco sparati a bruciapelo, in un bar sito in via Firenze nel centro di Catania, mentre stava incontrando un suo confidente, il pregiudicato Franco Romeo (braccio destro del boss Benedetto Santapaola), che rimase pure ucciso. Lasciava moglie e 3 figli, Giovanni, Antonio e Giuseppe, all'epoca dei fatti minorenni.
Secondo gli inquirenti, il duplice omicidio sarebbe stato opera del clan Ferlito-Pillera, il quale da alcuni anni stava combattendo una violenta faida nel capoluogo etneo contro gli uomini di Santapaola.

## Riconoscimenti
Alfredo Agosta è stato riconosciuto "Vittima del Dovere" e "Vittima della Criminalità Organizzata"  con decreti del Ministero dell'Interno. Nel 1983 gli è stata assegnata alla memoria la "Medaglia d'oro Ordine Pubblico" nell'ambito del Premio Sicurezza e Libertà.
A lui sono stati intitolati l'Ispettorato Regionale dell'Associazione nazionale carabinieri Sicilia, la sezione dell'Associazione Nazionale Carabinieri di Pozzallo, suo paese natale, e le associazioni anti-racket di Paternò e Motta Sant'Anastasia. Gli sono state intitolate strade a Pozzallo, Catania e Aci Catena.
Il 5 giugno 2013, in occasione del 199º anno della fondazione dell'Arma dei Carabinieri a Messina, il Comandante Generale di Corpo d'Armata dell'Arma dei Carabinieri, Generale di Corpo d'Armata Ugo Zottin, ha consegnato alla vedova la Medaglia d'Oro al Merito Civile (alla memoria). Questo riconoscimento è stato disposto dal Presidente della Repubblica con decreto del Ministero dell'Interno datato 16 aprile 2013.
il 14 febbraio 2014 è nata l'Associazione Nazionale Antimafia Alfredo Agosta, tra i soci fondatori vi sono anche i familiari del Maresciallo Alfredo Agosta.
Il 2 luglio 2013, il Comitato Addiopizzo di Catania, nell'ambito del progetto "Un muro contro la mafia", ha inaugurato dei murales, tra cui uno raffigurante il Maresciallo Alfredo Agosta, realizzati sul muro perimetrale della casa circondariale di Piazza Lanza a Catania, luogo simbolo della lotta alla criminalità.
il 02 novembre 2016 a tra le mura dell’Istituto Comprensivo “Dusmet-Doria di Librino a CATANIA –  il dirigente scolastico Vincenzo Costanzo in presenza di numerose autorità ha inaugurato la biblioteca al Maresciallo Maggiore Aiutante Alfredo Agosta.
Il 1º giugno 2018 è stata scoperta una targa commemorativa in via Firenze a Catania, nei pressi del luogo in cui avvenne l'agguato di cui cadde vittima. Alla cerimonia, oltre alla moglie del maresciallo e ai figli, erano presenti il sindaco della città Enzo Bianco, il comandante della Legione carabinieri Sicilia, Generale di brigata Riccardo Galletta, i vertici giudiziari della città e altre autorità locali.
il 5 giugno 2019, nel corso della solenne cerimonia di celebrazione del 205º anniversario della fondazione dell'Arma dei Carabinieri a Palermo, è stata consegnata dal Generale di Divisione Giovanni Cataldo la medaglia al valore dell'Arma dei Carabinieri nelle mani del figlio Antonio, anch'egli Luogotenente dell'Arma dei Carabinieri.
il 18 marzo 2022 in occasione del 40º anniversario dell'uccisione del Maresciallo Maggiore "A" Alfredo Agosta, è stata intitolata la Stazione dell'Arma dei Carabinieri di Catania Nesima dal Generale di C.d.A. Riccardo Galletta, madrina della cerimonia la nuora Sig.ra Bozza Maria.
il 18 marzo 2022 in presenza di numerose autorità civili, militari e religiose, nazionali e regionali, è stato eseguito un concerto in memoria del Maresciallo Maggiore Aiutante Alfredo Agosta, a cura della Fanfara del 12 ° Reggimento Carabinieri Sicilia, diretto dal Maestro Paolo Mario Sena, presso il Teatro Massimo Vincenzo Bellini di Catania.
il 13 maggio 2022 presso il parco San Paolo di Gravina di Catania, l'Associazione di volontariato Quartiere San Paolo e l'amministrazione comunale hanno realizzato un murales dedicato al Maresciallo Maggiore "A" Alfredo Agosta e alla Guardia della Polizia di Stato Salvatore Lanza.
il 25 maggio 2022 Pozzallo (RG) I detenuti della casa circondariale di Ragusa hanno donato un albero prunus, alla figura del Maresciallo Alfredo Agosta ucciso in un agguato il 18 marzo 1982 a Catania. Un dono che vuol essere un ponte che unisce due mondi, quello della casa circondariale, capace di seminare bellezza e legalità e quello esterno, in cui il ricordo del carabiniere eroe guiderà le nuove generazioni. L'Albero è stato piantato nel giardino dei Giusti, presso la villa comunale di Pozzallo.
il 01 Luglio 2022 Gravina di Catania, il presidente Maria Francesca Di Paola del Club Interact  (Rotary) del Catania Est, coaudivata dal prezione impegno dell'Associazione "Quartiere San Paolo" hanno realizzato il Giardino dei Giusti, piantando anche un albero alla memoria del Maresciallo Alfredo Agosta.
il 18 marzo 2023 in occasione del 41º anniversario dell'uccisione del Maresciallo Maggiore "A" Alfredo Agosta, è stata intitolata la Sezione di Polizia Giudiziaria aliquota Carabinieri presso la Procura Distrettuale della Repubblica di Catania. In questi locali il Maresciallo ha svolto gli ultimi anni della sua vita, indagando sulla criminalità organizzata della provincia di Catania.
il 27 settembre 2024 la Città di Misterbianco (CT) ha reso un sentito omaggio alla memoria del Maresciallo Maggiore "A" dell'Arma dei Carabinieri Alfredo Agosta, con l'intitolazione di una via a suo nome. La cerimonia ha visto la partecipazione di autorità civili, militari e religiose, tra cui il Prefetto Dott.ssa Maria Carmela Librizzi ed il Generale di Corpo d'Armata Giovanni Truglio. Dopo la cerimonia ufficiale, presso l'auditorium "Nelson Mandela" la serata è proseguita con il concerto della Fanfara del XII Reggimento Carabinieri "Sicilia" diretta dl Maestro Paolo Sena. Il pubblico è stato incantato dal soprano del Teatro Massimo di Palermo Federica Neglia.
Il 9 maggio 2025, nel comune di Gravina di Catania, è stata inaugurata l’opera di street art collettiva “Le Strade da Seguire”, promossa dalla Fondazione Federico II in collaborazione con il Comune. Tra i murales realizzati sui piloni del viadotto di via San Paolo, spicca il ritratto del Maresciallo Maggiore "A" Alfredo Agosta, accanto a quelli di altri tre carabinieri caduti nella lotta alla mafia: il Vice Brigadiere Giovanni Bellissima, l'Appuntato Salvatore Bologna e l'Appuntato Domenico Marrara. L’iniziativa, che si inserisce in un più ampio percorso di educazione alla legalità e alla memoria civile, ha visto la partecipazione di autorità civili e militari, tra cui il Presidente dell’ARS, il Comandante Interregionale Carabinieri “Culquaber” ed il Sindaco di Gravina. Le opere sono state realizzate dagli artisti Antonio Barbagallo e Francesco Barrera.